# Breitenfeld (Unternehmen)
Die Breitenfeld Edelstahl AG in Sankt Barbara im Mürztal ist ein österreichischer Erzeuger von Edelstahl.

## Geschichte
Das Unternehmen wurde am 6. Jänner 1942 als Eisenwerk Breitenfeld gegründet. 1948 erfolgte versuchsweise der weltweit erste Strangguss. 1992 wurde die Entscheidung getroffen, Edelstahl zu erzeugen. Im Jahr 2009 wurde der erste 80 Tonnen Edelstahlblock Österreichs produziert.
Bis 2014 lag die Firmenadresse Adresse (Breitenfeldstraße 22) in der Gemeinde Mitterdorf im Mürztal, ab 2015 zusammengelegt zu St. Barbara im Mürztal.
Im April 2018 wurden die Breitenfeld AG, die Schmiedetechnik Breitenfeld GmbH und die Sonderstahlwerk Breitenfeld GmbH rückwirkend mit 30. Juni 2017 in die Breitenfeld Edelstahl AG zusammengeführt.
Am 21. Oktober 2020 erklärt das Unternehmen, dass der Antransport des Rohstoffs Schrott – jährlich mehr als 100.000 t – bereits vollständig per ÖBB Rail Cargo antransportiert wird. Geliefert wird jährlich 120.000 t Edelstahl an verschiedene Industriebranchen, zu 90 % nach Italien und Deutschland, weit überwiegend per Lkw. Der Anteil des nachhaltigen, zuverlässigeren und schnelleren Bahntransports soll dabei von derzeit noch weniger als 1/20 auf über 20 % angehoben werden, insbesondere zu Abnehmern mit Anschlussgleis. Auch andere obersteirische Stahlhersteller evaluieren Bahnlogistik.

## Standorte
Das Unternehmen betreibt ein Werk in Sankt Barbara im Mürztal. Das Werksgelände umfasst insgesamt 250.587 m² Fläche.